# Siegfriedhöhle bei Obernburg
Siegfriedhöhle bei Obernburg este o arie protejată (arie specială de conservare — SAC, sit de importanță comunitară — SCI) din Germania întinsă pe o suprafață de 0,45 ha, integral pe uscat.

## Localizare
Centrul sitului Siegfriedhöhle bei Obernburg este situat la coordonatele 51°13′57″N 8°54′05″E / 51.2325°N 8.9014°E.

## Înființare
Situl Siegfriedhöhle bei Obernburg a fost declarat sit de importanță comunitară în noiembrie 2004 pentru a proteja 3 specii de animale. Situl a fost protejat și ca arie specială de conservare în martie 2008.

## Biodiversitate
Situată în ecoregiunea continentală, aria protejată conține 1 habitat natural: Peșteri inaccesibile publicului.
La baza desemnării sitului se află mai multe specii protejate de  mamifere (3): liliac cu urechi mari (Myotis bechsteinii), liliac de iaz (Myotis dasycneme), liliac comun (Myotis myotis).
Pe lângă speciile protejate, pe teritoriul sitului au mai fost identificate 9 specii de mamifere.